# Klínový vrch
Klínový vrch je hora v Libereckém kraji, v centrálním hřebeni Jizerských hor, zhruba 4 km severně od horské chaty Smědava, 3 km východně od obce Bílý Potok a 2 km jižně od Smrku, nejvyšší hory české části pohoří.
Na vrcholu se nachází skalisko Pytlácká skála, na západním úbočí se tyčí skalní vyhlídka Paličník a na východním úbočí, necelých 1,5 km od vrcholu, začíná národní přírodní rezervace Rašeliniště Jizery.

## Přístup

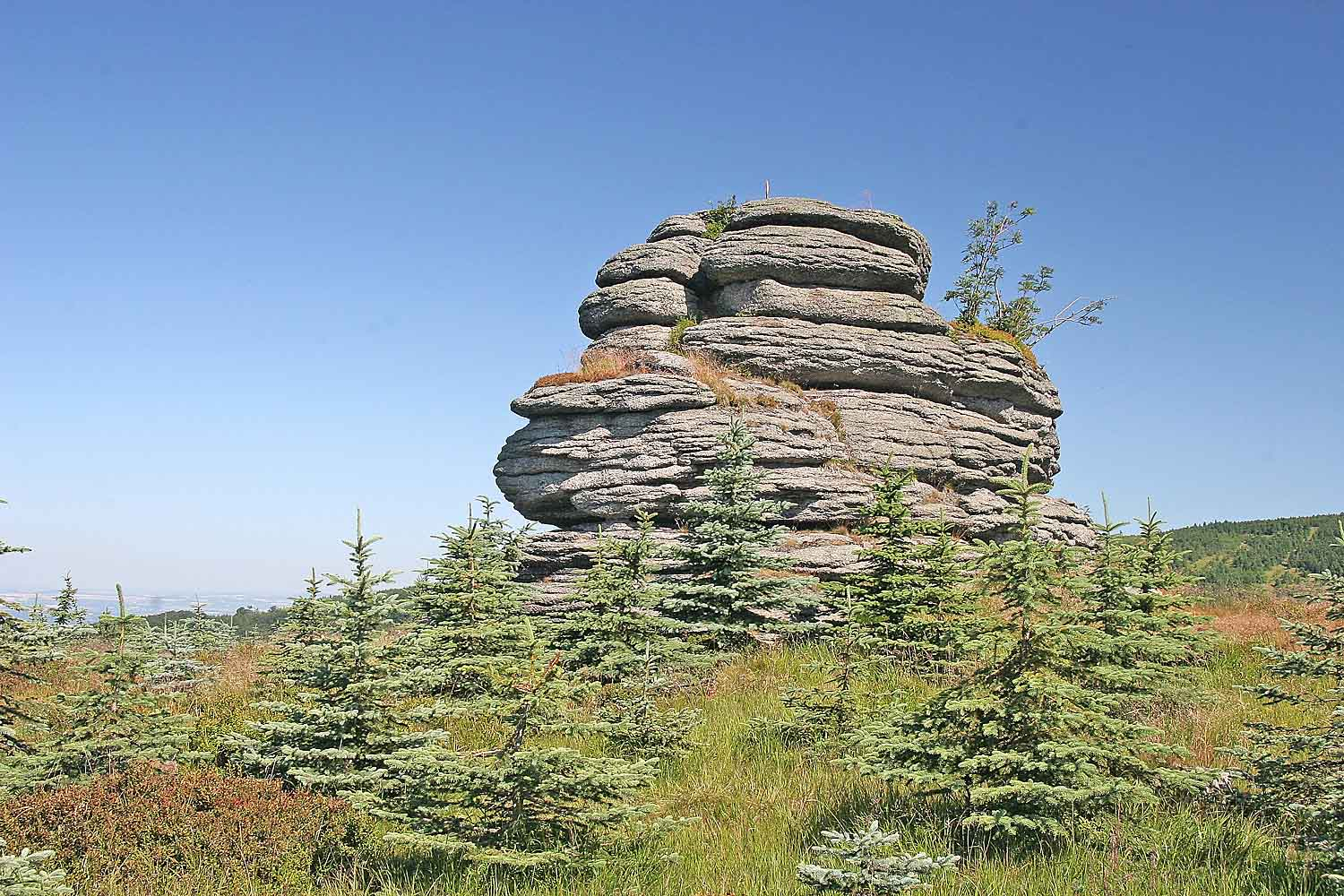
Pytlácká skála na Klínovém vrchu

Na samotný vrchol nevede žádná turisticky značená cesta, ale obchází ho modře značený chodník vedoucí od rozcestí značených cest Předěl, kolem Paličníku a dále na rozcestí Na Písčinách, odkud modrá značka pokračuje až na Smrk. U Paličníku odbočuje na vrchol asi půlkilometrová neznačená pěšina.